# Малатести

Герб Малатестів

Малате́стівський дім (італ. Casa de Malatesta), Малате́сти (італ. Malatesti), або Малате́стівські (лат. de Malatestis) — італійський шляхетний рід у 1295 — 1528 роках. Походили з Монтефельтро. Володарі Ріміні (Рімінської сеньйорії) та різних земель у Романьї. У часи свого зеніту розширили свої володіння до Асколі-Пічено, Сенігаллії, Сансеполькро та Цітерни, а також на північ, на території Бергамо та Брешії.

## Герб
У щиті шість перев'язів, з яких три шахові золото-червоні, а інші — срібні, в зубчатій облямівці золотого та чорного кольорів (італ. Bandato di sei pezzi, tre dei quali scaccati d'oro e di rosso e gli altri d'argento, circondato di bordura indentata d'oro e di nero).

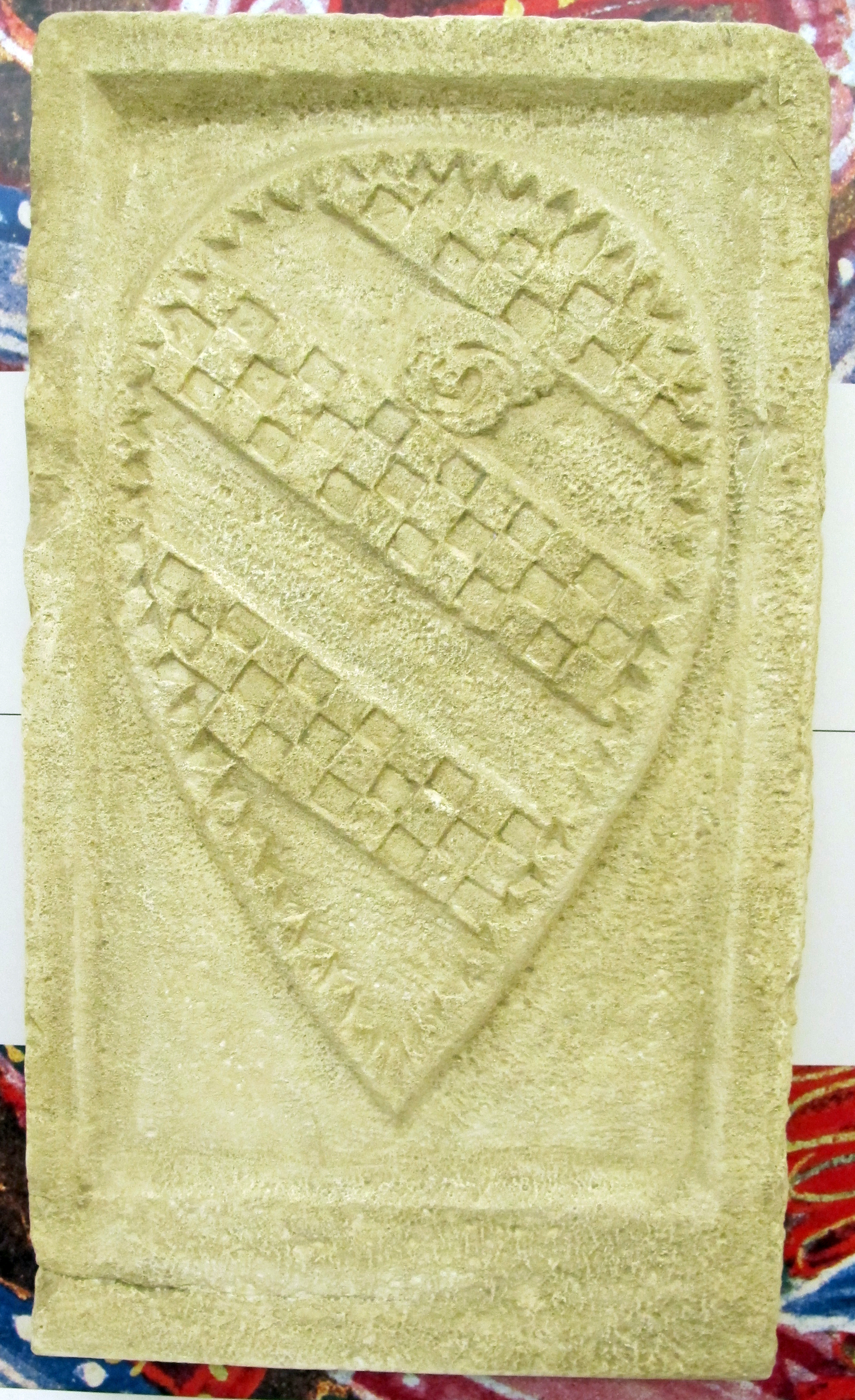
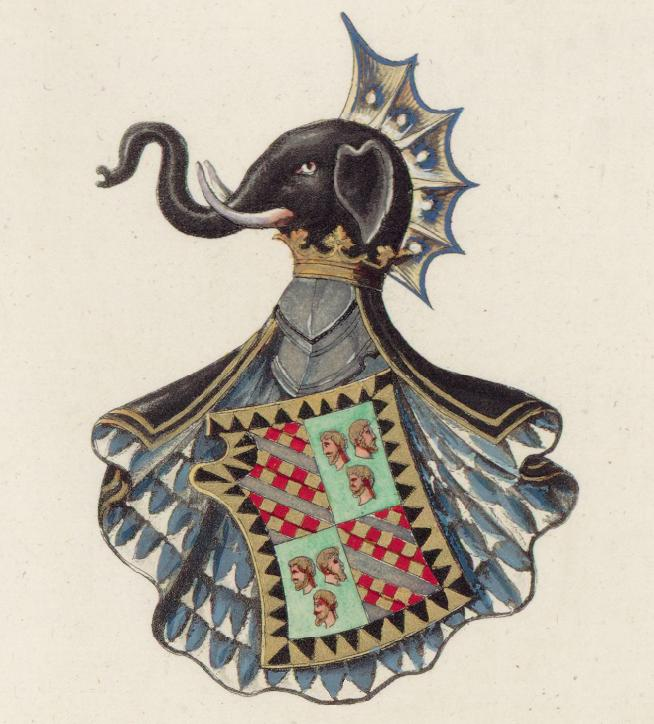
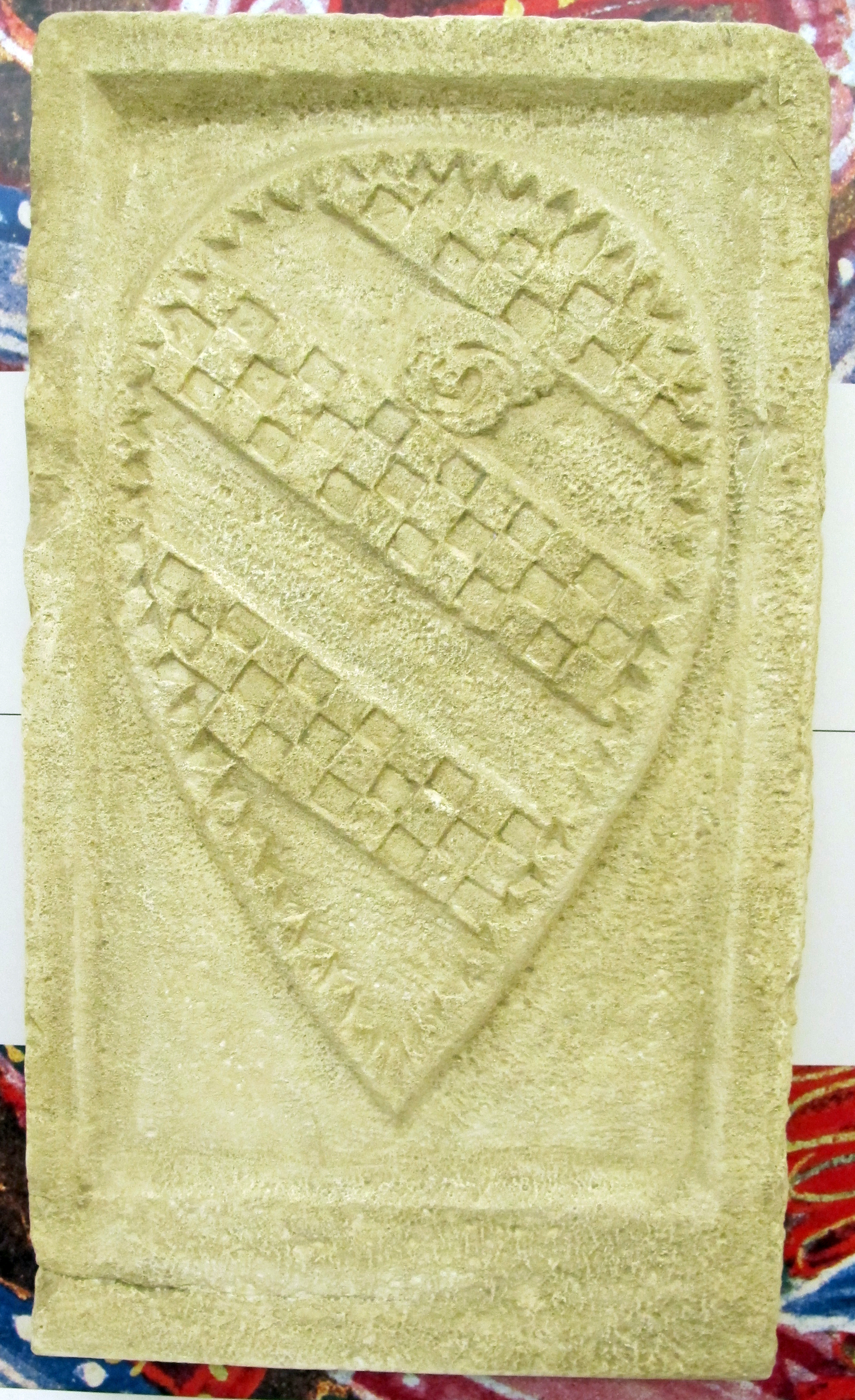
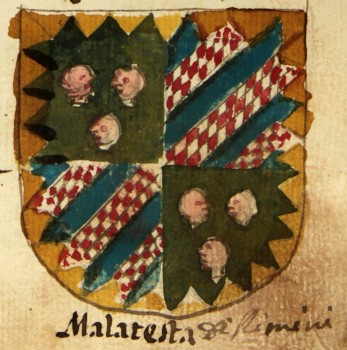

Імпреса — слон.

## Гасло
- Індійський слон не боїться комарів (лат. Elephas Indus Culices Non Timet)

## Представники
- Парізіна Малатеста